# Ника (певица)
Ни́ка (настоящее имя Ири́на Никола́евна Ма́льгина; род. 8 июня 1951 года, Симферополь) — популярная советская и российская эстрадная певица, заслуженная артистка России (1995). Пик популярности пришёлся на 1990-е годы. Известные композиции: «Сколько лет, сколько зим», «Три хризантемы», «Секс-бомба», «Карие глаза», «Это не мой секрет», «Бумажные цветы», «Подари мне поцелуй».

## Биография
Певица родилась 8 июня 1951 года в музыкальной семье, предположительно в Симферополе. С детства увлекалась музыкой и танцами: окончила балетную студию при хореографическом училище и музыкальную школу по классу фортепиано.
Первые шаги в певческой карьере предпринимает в конце 1970-х годов, работая вначале в популярном ВИА «Молодые голоса» (из которого впоследствии образовалась хард-рок группа «Круиз»), а затем в ВИА «Музыка».
В эти годы выходит замуж и выступает под фамилией мужа: Ирина Мальгина.
В начале 1980-х Ирина Мальгина выступает дуэтом с певцом Эмином Бабаевым. Наиболее популярные композиции в их исполнении «Колдует листопад», «Карнавал» и «Городские цветы» звучат в эфире всероссийских радиостанций и в начале 2000-х. Песня «Колдует листопад» записана на диске «100 лучших ретро-дуэтов» серии «Имена на все времена» компанией «Монолит Рекордс».
В 1989 году муж певицы, Владимир Мальгин, принимает решение о сольной карьере жены и становится её продюсером.
В 1990 году снялась в фильме «Секс и перестройка». По сценарию она сопровождает французского режиссёра Франсуа и его переводчицу Алёну Масуренкову на концерт группы «Кино».
В поисках имиджа, Ника выступает в одних программах с панк-рок-группой-апофеозом «НИИ Косметики». Затем запускает концертную программу в образе эстрадной «секс-бомбы», записывая песню с таким же названием, сразу же обратившую на себя внимание публики и критики. Певица, эпатирующая эротическим шоу и обилием обнажённых сцен в видеоклипах (первый клип, снятый на песню «Соперница», был запрещён к показу после первого эфира).
Под новым именем певица дебютировала в 1991 году на Всероссийском Фестивале «Звёзды эроса» с сольной программой «Ника — эротик-шоу». Имидж соблазнительницы высоко оценило жюри: певица становится лауреатом фестиваля, а её программа удостаивается первой премии.
В 1991 году Владимир Мальгин создаёт одну из первых в стране частных студий звукозаписи «НИКА». Вся студия располагалась в небольшой комнатке, арендованной в доме Всесоюзного общества слепых в Безбожном переулке (позднее студия переедет в Дом охотника на «Водном стадионе»). Здесь записывали свои первые песни Маша Распутина, Борис Моисеев, Сергей Пенкин, Григорий Лепс, Катя Лель и др. Здесь в 1991 году записывается грампластинка Ники «Последний писк». Затем издаётся одноимённый магнитоальбом на студии «ZeKo Рекордс».
Ника принимает участие в Первом музыкальном фестивале «Русский шансон».
Начиная с 1993 года Ника активно гастролирует за рубежом. Первый выезд был в ОАЭ с концертной программой на английском языке. Затем последовали сольные концерты в Канаде, США и др. странах.
В этом же году выходит её новый альбом «Сколько лет, сколько зим…», в который входят композиции из раннее изданных альбомов. Вскоре Ника выпускает новый альбом: «Страна любви», который было решено не поддерживать широкой рекламной кампанией. В результате диск оказался мало востребованным.
Студия Ники переехала в здание Москонцерта (угол Каланчёвской ул. и Орликова пер.), где в январе 1996 года случился пожар. Сгорела вся аппаратура и записи Ники, а также других исполнителей (гр. «Альфа», Н. Джигурда и др.). Поскольку страховая компания обанкротилась, продюсеру В. Мальгину пришлось выплачивать деньги за ущерб с гонораров певицы. Данное обстоятельство серьёзно повлияло на дальнейшую карьеру Ники, поскольку финансовое положение не позволяло и дальше находиться в «первом эшелоне» шоу-бизнеса.
В 1999 году в ротацию на радио выпускается музыкальный релиз «Подари мне поцелуй» композитора Сергея Паради. На телевидении выходит клип, который снял режиссёр Евгений Курицын.
В декабре 2009 года выходит сингл «Секс-бомба». Песня была записана ещё в 1999 году, но к релизу Ника подготовила новую аранжировку. К выходу готовился новый альбом, две композиции из которого («Цветочек аленький» и «Танцуйте девочки, гуляйте мальчики») были запущены в ротацию на радио. Был снят новый клип на песню «Подари мне поцелуй». Однако, альбом не был выпущен. Одной из причин музыкальные критики указывают финансовую проблему.
Весной 2009 года, по ходатайству адвокатов Ники, официально запретили использовать её сценический псевдоним казахстанской певице Веронике Косачевой, которая также начала сольную карьеру в 2007 году под именем Ника. По данным Русского музыкального телеканала, теперь Косачева выступает под псевдонимом Аника.
В марте 2009 года открыла круглосуточный массажный салон для представителей нетрадиционной сексуальной ориентации.
10 июля 2009 года Ника приняла участие в передаче «Званый ужин» канала РЕН ТВ.
Имя певицы Ники есть в списке выдающихся современников, записанных в «Золотой книге наций», заложенной на вечное хранение в основании архитектурно-паркового комплекса «Ангел — Хранитель Добра и Мира».

## Дискография
- 1988 — Банан (Магнитоальбом) — под именем Ирина Мальгина
- 1989 — Соперница (Магнитоальбом) — под именем Ирина Мальгина
- 1991 — Три хризантемы (студия «Союз»; МС)
- 1992 — Последний писк (студия «НИКА»; LP; № по каталогу: R60 01145)
- 1992, 1995 — Последний писк (студия «ZeKo Рекордс»; МС; № по каталогу: ЗК-006)
- 1994 — Карие глаза (студия «ZeKo Рекордс»; CD; № по каталогу: ЗД-006)
- 1993, 1995 — Карие глаза (студия «ZeKo Рекордс»; МС; № по каталогу: ЗК-028)
- 1994 — Карие глаза (студия «ZeKo Рекордс»; CD; № по каталогу: ЗД-028)
- 1994 — Карие глаза (студия «БЕКАР Рекордс»; № по каталогу: Союз – SZ0230)
- 1994 — Карие глаза (студия «ГЮЙС LTD»; CD; № по каталогу: GCD 04-001-1)
- 1995 — Страна любви (студия JAM MUSIC GROUP; МС и CD; № по каталогу: 010 085-1)
- 1995 — Сколько лет, сколько зим… (студия JAM MUSIC GROUP; МС и CD; № по каталогу: 010 060-1)
- 1997 — Это не мой секрет (студия «Союз»; МС и CD; № по каталогу: SZCD 0712-97)
- 1999 — Я не стану ворожить (студия «Монолит»; МС и CD; № по каталогу: MT 099-1)
- 2000 — Художник Мишка (студия «Видеосервис»; МС и CD; № по каталогу: VS CD 99053)
- 2006 — Ника (серия «Легендарные песни») (студия JAM GROUP INTERNATIONAL; CD; № по каталогу: 010 339-2)
- 2006 — Ника (сборник MP3) (студия JAM GROUP INTERNATIONAL; CD; № по каталогу: 010 337-5)
- 2012 — НИКА-Легендарные хиты и новые песни, (КЛАССИК КОМПАНИ; CD)
- 2012 — НИКА-mp3, (КЛАССИК КОМПАНИ; CD)

## Гастроли
За время концертной деятельности певица много гастролировала как по России, так и за рубежом.
С концертами посетила страны: Польша, Германия, Корея, ОАЭ (1993 год; со специальной концертной программой на английском языке в сопровождении музыкантов С. Потапова), Канада (1995 год), США (1996 год, Нью-Йоркский зал LIDO, 3 сольных концерта), Италия, Турция, Испания (культурная программа Олимпийских игр в Барселоне), Греция, Кипр.